# Blephilia hirsuta
Blephilia hirsuta är en kransblommig växtart som först beskrevs av Frederick Traugott Pursh, och fick sitt nu gällande namn av George Bentham. Blephilia hirsuta ingår i släktet Blephilia och familjen kransblommiga växter.

## Underarter
Arten delas in i följande underarter:
- B. h. glabrata
- B. h. hirsuta